# Velles (Haute-Marne)
Velles ist eine französische Gemeinde mit 62 Einwohnern (Stand 1. Januar 2022) im Département Haute-Marne in der Region Grand Est (bis 2015 Champagne-Ardenne). Sie gehört zum Arrondissement Langres und zum Gemeindeverband Savoir-Faire.

## Geografie
Die Gemeinde Velles liegt auf einer Höhe von 240 m über dem Meeresspiegel, 31 Kilometer östlich von Langres und etwa 44 Kilometer nordwestlich der Stadt Vesoul (Luftlinie). Das Dorf erstreckt sich im äußersten Südwesten des Départements, am nördlichen Talrand der Mance in den südöstlichen Ausläufern des Plateaus von Langres.
Die Fläche des 4,29 km² großen Gemeindegebiets umfasst einen Abschnitt des Plateaus von Langres nordwestlich des oberen Saônetals. Die südliche Gemeindegrenze verläuft entlang der Mance, die hier durch eine rund 1,5 Kilometer breite Alluvialniederung nach Osten fließt. Unmittelbar südlich der Mance verläuft die Grenze zum Département Haute-Saône. Die Talaue liegt durchschnittlich auf 230 m und wird überwiegend landwirtschaftlich genutzt. Vom Flusslauf erstreckt sich das Gemeindeareal nordwärts entlang der Seitentäler des Ruisseau de Vau und des Ruisseau de Guyonvelle bis auf das angrenzende Hochplateau, das eine mittlere Höhe von 320 m erreicht. Hier, im Forst Bois de la Boulaie wird mit 333 m die höchste Erhebung von Velles erreicht. In geologisch-tektonischer Hinsicht besteht das Gelände aus einer Wechsellagerung von sandig-mergeligen und kalkigen Sedimenten, die zur Hauptsache während der Lias (Unterjura) abgelagert wurden.
Nachbargemeinden von Velles sind Voisey im Norden, Pisseloup im Osten, Vitrey-sur-Mance im Südosten, Ouge im Südwesten, Laferté-sur-Amance im Westen sowie Guyonvelle im Nordwesten.

## Geschichte
Bis 1801 hieß die Gemeinde noch Velle. Zwischen 1972 und 1984 war Velles zusammen mit dem Nachbarort Pisseloup ein Teil der Gemeinde Laferté-sur-Amance.

## Bevölkerungsentwicklung
| Jahr      | 1962 | 1968 | 1975 | 1982 | 1990 | 1999 | 2006 | 2013 | 2022 |
| Einwohner | 117  | 127  | 117  | 109  | 95   | 94   | 86   | 75   | 62   |

Im Jahr 1831 wurde mit 419 Bewohnern die bisher höchste Einwohnerzahl ermittelt. Die Zahlen basieren auf den Daten von cassini.ehess und INSEE.

## Sehenswürdigkeiten
- Kirche Saint-Martin
- Calvaire
- Flurkreuz
- Lavoir

## Wirtschaft und Infrastruktur
Velles ist noch heute ein vorwiegend durch die Landwirtschaft geprägte Gemeinde. Es sind sechs Landwirtschaftsbetriebe ansässig (Getreideanbau, Milchviehhaltung, Rinderzucht). Außerhalb des primären Sektors gibt es nur wenige Arbeitsplätze im Ort. Einige Erwerbstätige sind deshalb Wegpendler, die in den größeren Ortschaften der Umgebung ihrer Arbeit nachgehen.
Durch den Süden der Gemeinde Velles führt eine Departementsstraße, die Blondefontaine mit Anrosey verbindet. Eine weitere Straßenverbindung besteht mit Voisey.
In Val-de-Meuse, 23 Kilometer nordwestlich von Velles, besteht ein Anschluss an die Autoroute A 31.

## Belege
1. ↑  Velles, auf cassini.ehess.fr
2. ↑  Pisseloup, auf cassini.ehess.fr
3. ↑  Velles auf cassini.ehess.fr
4. ↑  Velles auf insee.fr
5. ↑  Landwirtschaftsbetriebe auf annuaire-mairie.fr